# Stoyan Balov
Stoyan Dimitrov Balov (en búlgaro: Стоян Димитров Балов; Chavdar, 24 de mayo de 1960) es un deportista búlgaro que compitió en lucha grecorromana.
Participó en los Juegos Olímpicos de Seúl 1988, obteniendo la medalla de plata en la categoría de 57 kg. Ganó una medalla de oro en el Campeonato Mundial de Lucha de 1985 y una medalla de plata en el Campeonato Europeo de Lucha de 1988.

## Palmarés internacional
| Juegos Olímpicos   | Juegos Olímpicos     | Juegos Olímpicos | Juegos Olímpicos |
| Año                | Lugar                | Medalla          | Categoría        |
| ------------------ | -------------------- | ---------------- | ---------------- |
| 1988               | Seúl (Corea del Sur) | Medalla de plata | 57 kg            |
| Campeonato Mundial |                      |                  |                  |
| Año                | Lugar                | Medalla          | Categoría        |
| 1985               | Kolbotn (Noruega)    | Medalla de oro   | 57 kg            |
| Campeonato Europeo |                      |                  |                  |
| Año                | Lugar                | Medalla          | Categoría        |
| 1988               | Kolbotn (Noruega)    | Medalla de plata | 57 kg            |